# Europa-Cup 1934/35
Der Europa-Cup 1934/35 war der erste länderübergreifende Eishockeywettbewerb Europas. Es nahmen zehn Mannschaften aus England, Frankreich, Deutschland, Italien und der Tschechoslowakei teil. Ursprünglich waren auch Teilnehmer aus Österreich und der Schweiz angedacht. Organisiert wurde der Wettbewerb von Jeff Dickson, einem in Paris ansässigen amerikanischen Sportpromoter, der unter anderem den Palais des Sports de Paris leitete und Boxkämpfe organisierte.
Die zehn Teilnehmer spielten eine Vorrunde in zwei Gruppen, jeder gegen jeden mit Hin- und Rückspiel. Die beiden besten Mannschaften jeder Gruppe qualifizierten sich für die Endrunde. Auch diese wurde in Hin- und Rückspiel jeder gegen jeden ausgetragen. Die englischen und französischen Mannschaften dominierten dabei den Wettbewerb. Sieger wurde die Mannschaft Streatham, die in diesem Jahr auch die Meisterschaft der English League gewann.
Im Folgejahr wurde der Wettbewerb aufgeteilt: In den International Cup 1935/36 für englische und französische Mannschaften sowie den Europa-Cup 1935/36 für französische Clubs sowie Mannschaften aus Mittel- und Osteuropa.

## Vorrunde

### Gruppe A
|    |                | Sp | S | U | N | Tore  | Punkte |
| -- | -------------- | -- | - | - | - | ----- | ------ |
| 1. | Wembley Lions  | 8  | 7 | 1 | 0 | 24:12 | 15     |
| 2. | Stade Français | 8  | 4 | 2 | 2 | 29:17 | 10     |
| 3. | Streatham      | 8  | 4 | 2 | 2 | 26:15 | 10     |
| 4. | SC Riessersee  | 8  | 1 | 2 | 5 | 13:26 | 04     |
| 5. | HC Milano      | 8  | 0 | 1 | 7 | 06:28 | 01     |

Stade Français und Streatham hatten jeweils ein Spiel gegeneinander gewonnen. Damit hätte das Ergebnis des letzten Spiels Streatham gegen HC Milano die Entscheidung um den zweiten Platz gebracht – Streatham hätte ein 3:0 gebraucht, um an Stade Français vorbeizuziehen. Streatham bot Stade Français daher an, stattdessen Entscheidungsspiele um den zweiten Platz zu spielen, was die Franzosen annahmen. Streatham gewann nur 3:1 gegen Milano.
Entscheidungsspiele
- 9. Februar 1934 in Paris: Stade Francais – Streatham 2:2 (0:2, 0:0, 2:0)[5]
- 13. Februar 1934 in London: Streatham – Stade Francais 5:1 (1:0, 2:1, 2:0)[6]

### Gruppe B
|    |                           | Sp | S | U | N | Tore  | Punkte |
| -- | ------------------------- | -- | - | - | - | ----- | ------ |
| 1. | Français Volants          | 8  | 6 | 1 | 1 | 15:09 | 13     |
| 2. | Richmond Hawks            | 8  | 6 | 0 | 2 | 31:13 | 12     |
| 3. | Wembley Canadians         | 8  | 1 | 3 | 4 | 13:13 | 05     |
| 4. | LTC Prag                  | 7  | 3 | 1 | 3 | 09:15 | 05     |
| 5. | Berliner Schlittschuhclub | 7  | 0 | 1 | 6 | 03:21 | 01     |

Das Spiel Berliner SC gegen LTC Prag wurde nicht ausgetragen.

## Endrunde
|    |                  | Sp | S | U | N | Tore  | Punkte |
| -- | ---------------- | -- | - | - | - | ----- | ------ |
| 1. | Streatham        | 6  | 4 | 2 | 0 | 28:16 | 10     |
| 2. | Français Volants | 6  | 3 | 1 | 2 | 25:18 | 07     |
| 3. | Richmond Hawks   | 6  | 1 | 2 | 3 | 27:31 | 04     |
| 4. | Wembley Lions    | 6  | 1 | 1 | 4 | 25:40 | 03     |

### Siegermannschaft
| Streatham | Maurice Gerth Hans Trauttenberg (Billy Bedford) – Carl Erhardt (Kapitän) Gerry Davey – George Shaw – Red Stapleford Robert Giddens – Ernie Ramus – Pete Halford |